# Club Tristán Suárez
Der Club Tristán Suárez ist ein argentinischer Fußballverein aus Tristán Suárez (Partido Ezeiza) im Großraum von Buenos Aires. Der Verein wurde 1929 gegründet und wird auch als Lechero bezeichnet.

## Geschichte
Der Klub wurde 1923 als „Sportivo Suarense“ gegründet, um an regionalen Turnieren teilzunehmen. 1929 wurde der Name in „Sportivo Tristán Suárez“ geändert. Die erste Vereinsführung umfasste Präsident Germán Morando und andere wichtige Mitglieder. Von 1931 bis 1963 spielte der Verein in regionalen Wettbewerben, bevor er 1963 der Asociación del Fútbol Argentino beitrat.
Unter Präsident Pedro Valle begann der Club Tristán Suárez, in nationalen Wettbewerben anzutreten. Den ersten größeren Erfolg errang das Team 1975, als es die Primera D gewann. Tristán Suárez stieg 1994 in die Nacional B, der dritthöchsten Spielklasse, auf und feierte 2013 einen bedeutenden Sieg gegen Racing Club in der Copa Argentina. Der Verein änderte 2014 seinen Namen in „Club Tristán Suárez“ und stieg 2021 erstmals in die Primera Nacional B auf, was den größten Erfolg in der Vereinsgeschichte darstellt.

## Stadion
Tristán Suárez trägt seine Heimspiele im Estadio 20 de Octubre, das eine Kapazität von 5000 oder 10.000 Zuschauerplätzen hat, aus. Das Stadion wurde 1964 eröffnet und befindet sich in Vereinsbesitz.

## Erfolge
- Meister der Primera D: 1975

## Rivalitäten
Tristán Suárez hat eine Rivalität zum ebenfalls im Großraum Buenos Aires beheimateten Brown de Adrogué. Die Duelle dieser Klubs werden auch Clásico Sureño genannt.